# Höchstalemannisch

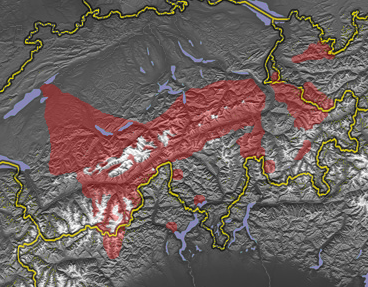
Bereich des Höchstalemannischen (rot)

Höchstalemannisch ist eine Gruppe von alemannischen Dialekten, die im äußersten Südwesten des deutschen Sprachraums gesprochen werden.

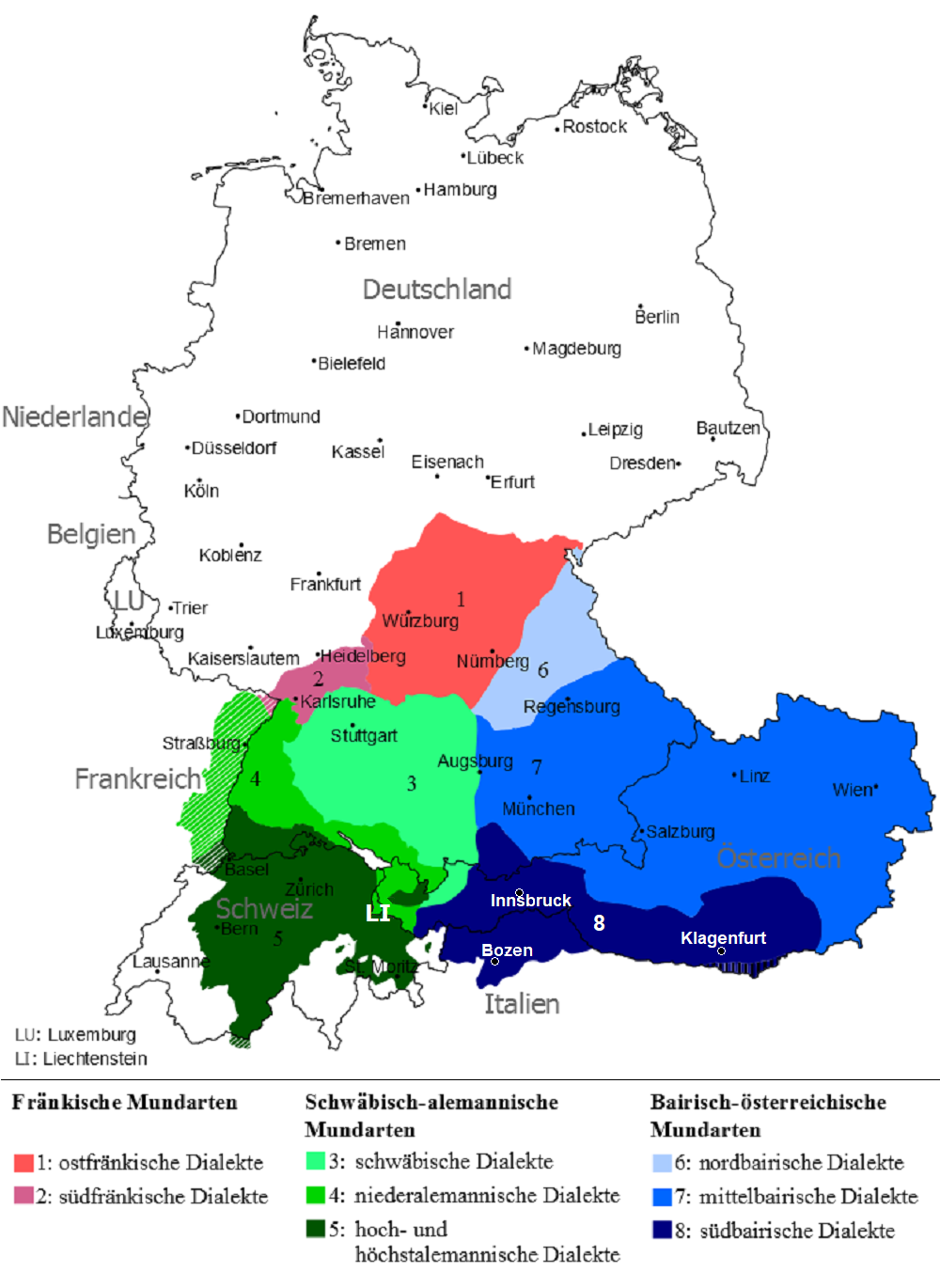
Oberdeutsche Mundarten

## Merkmale
Die höchstalemannischen Dialekte unterscheiden sich dadurch von den nördlich angrenzenden hochalemannischen, dass im Hiatus keine Diphthongierung durchgeführt worden ist:
| Höchstalemannisch (Senslerdeutsch) | Höchstalemannisch (Glarnerdeutsch) | Hochalemannisch (z. B. Berndeutsch) | Standarddeutsch     |
| ---------------------------------- | ---------------------------------- | ----------------------------------- | ------------------- |
| schniie                            | schniie                            | schneie                             | schneien (mit [aɪ̯]) |
| buue                               | buue                               | boue                                | bauen               |

Ein anderes Merkmal ist der Erhalt der Deklination von prädikativen Adjektiven in manchen höchstalemannischen Mundarten:
| Höchstalemannisch (Walliserdeutsch) | Höchstalemannisch (Senslerdeutsch) | Hochalemannisch (z. B. Berndeutsch) | Standarddeutsch |
| ----------------------------------- | ---------------------------------- | ----------------------------------- | --------------- |
| äs isch jungs                       | as isch jungs                      | äs isch jung                        | es ist jung     |
| schi isch jungi                     | si isch jungi                      | si isch jung                        | sie ist jung    |

In manchen höchstalemannischen Mundarten ist zudem eine besondere Pluralform der schwachen femininen Substantive anzutreffen. Im Unterschied zu den vorigen Besonderheiten handelt es sich dabei nicht um einen Archaismus, sondern um eine Innovation, nämlich die Übernahme eines Morphems aus dem Frankoprovenzalischen:
| Höchstalemannisch (Walliserdeutsch) | Höchstalemannisch (Berneroberländisch) | Hochalemannisch (z. B. Berndeutsch) | Standarddeutsch |
| ----------------------------------- | -------------------------------------- | ----------------------------------- | --------------- |
| a Tanna                             | e Tanna                                | e Tanne                             | eine Tanne      |
| zwei Tanne                          | zwoo Tanni                             | zwoo Tanne                          | zwei Tannen     |

Als weiterer Archaismus ist in verschiedenen höchstalemannischen Dialekten der possessive Genitiv noch teilweise lebendig, während in den hochalemannischen Dialekten der Genitiv oft ganz fehlt.
Einige höchstalemannische Dialekte weisen noch verschiedene andere Archaismen auf, beispielsweise im Nebensilbenvokalismus, so dass insbesondere das Walliserdeutsche oft als konservativster alemannischer Dialekt angesehen wird.

## Verbreitung
- Berner Oberland (Berner Oberländisch)
- Uri (Urnerdeutsch), Obwalden (Obwaldnerdeutsch) und Nidwalden
- Kanton Schwyz (Schwyzerdeutsch), ohne Bezirk Höfe
- Kanton Glarus
- Kanton Zug, nur im Ägerital und in Walchwil
- Kanton Luzern, nur die Gemeinden Vitznau, Weggis und Greppen
- Sensebezirk im Kanton Freiburg (Senslerdeutsch)
- Wallis (Walliserdeutsch)
- vom Wallis aus besiedelte Sprachinseln (siehe Walser)
  - im Tessin: Bosco/Gurin
  - in Italien:
    - in der Autonomen Region Aostatal: Gressoney mit Gressoney-La Trinité und Gressoney-Saint-Jean, Issime
    - in der Provinz Vercelli: Alagna Valsesia, Rimella
    - in der Provinz Verbania-Cusio-Ossola: Formazza, Macugnaga
    - ausgestorben ist der Walser Dialekt mittlerweile in: Rima San Giuseppe, Riva Valdobbia, Rimasco, Campello Monti, Salecchio, Agaro, Ausone, Ornavasso

  - im Kanton Graubünden: Obersaxen, Vals, Safiental, Rheinwald, Avers, Mutten, Davos, Prättigau
  - im Fürstentum Liechtenstein: Triesenberg
  - in Vorarlberg: Damüls, Großwalsertal, Kleinwalsertal; Tannberg mit Schröcken, Lech und Warth zuzüglich Lechleiten und Gehren in Tirol
  - durch andere Mundarten ersetzt worden ist der Walserdialekt in Brandnertal, Ebnit (ob Dornbirn), Laternsertal, Silbertal, Galtür (Tirol/Paznaun), Mathon (Gemeinde Ischgl)/Tirol

## Textprobe
Der Franzos im Jbrig von Gall Morel (1824) wurde 1895 von Meinrad Lienert als Chevreau oder die Franzosen im Ybrig im Iberger Dialekt bearbeitet. Textprobe:
Jaha, i bi hüt scho zitli zum Gade use tschamppet, aber eö, äs ist mer afäd nümme rächt wohl gsi bi der Sach. Woni gäge d’Herti chume, se gsehni neimes Tüfels ab dr Guggere appe cho, es ist kei Gäms, kei Hüehnerdieb und kei Mäntsch gsi, äs hät so rothi Vorderbei und es roths Halsband gha, churtz i cha nid säge was äs gsi ist, aber emal neimigs Ughürigs dä groüss.